# Cap Estérias
Cap Estérias était une ville située à une vingtaine de kilomètres au nord de Libreville. Elle était le chef-lieu du département homonyme. 
En 2013, la ville est incorporée dans la nouvelle commune d'Akanda et le département est supprimé.

## Géographie
Le Cap Estérias marque l'entrée de l'estuaire du Komo, au Gabon. 
Les environs associent des paysages de plages cristallines et de forêts luxuriantes avec des îles au large.
Peuplée des groupes Benga, Kombè, Sekiani, Akelè, Mpongwè, Akanda, Cap Estérias est une terre de diversité.

## Lieux touristiques
Situé à proximité de la forêt de la Mondah, c'est un lieu de promenade apprécié des Librevillois.
- Marché « Petit Akandais » : situé au quartier du 1er Campement, c’est l’endroit incontournable pour ceux qui veulent visiter la région.
- Petit marché du Cap Estérias : c’est le repaire des adeptes de vin de palme recueilli par des locaux des alentours.
- Cap des pères : propriété de l’archidiocèse de Libreville ouverte aux visiteurs avec ses petits restaurants sur pilotis et sa chapelle.
- Cap Santa-Clara : et ses plages bleu azur.

- Arboretum de Raponda Walker : une forêt classée constituée de grands arbres et lieu de randonnées dans la forêt jusqu’à la plage.
- Vieux phare du Cap Estérias
- Parc national d'Akanda

## Personnalités liées à la région
- Darenn Mbadinga, chanteur gabonais, originaire du Cap Esterias